# Osgood (Indiana)
Osgood – miasto w Stanach Zjednoczonych, w stanie Indiana, w hrabstwie Ripley.